# Força Aérea da Lituânia
A Força Aérea da Lituânia é o ramo aéreo das Forças Armadas da Lituânia. A sua missão consiste na patrulha, vigilância e defesa do espaço aéreo da Lituânia, dar apoio à forças terrestres da Lituânia e à força naval, realizar operações de busca e salvamento e operações especiais de transporte. Opera apenas uma base aérea, a Base aérea de Siauliai, operando também outros dois pontos para buscas e salvamentos.